# Municipio de San Damián Texoloc
El Municipio de San Damián Texoloc es uno de los 60 municipios que integran el estado mexicano de Tlaxcala. Su cabecera es la localidad de San Damián Texoloc, la cual fue fundada desde la Época Prehispánica y fue elevado a municipio el 27 de septiembre de 1995, anteriormente pertenecía al municipio de Santa Isabel Tetlatlahuca.
Está situada en el Estado de Tlaxcala a 2260.0 metros de altitud sobre el Nivel del mar.En la localidad habitan 2553 hombres y 2579 mujeres. La relación mujeres/hombres es de 1,0101841. El ratio de fecundidad de la población femenina es de 2.51 hijos por mujer. El porcentaje de analfabetismo entre los adultos es del 3,15% (2,48% en los hombres y 3,78% en las mujeres) y el grado de escolaridad es de 8.54 (9.10 en hombres y 8.88 en mujeres).
En San Damián Texoloc el 0,49% de los adultos habla alguna lengua indígena. En la localidad se encuentran 1188 viviendas, de las cuales el 3.32% disponen de una computadora.
De acuerdo con la información geoestadística del Instituto Nacional de Estadística y Geografía, el municipio de San Damián Texóloc comprende una superficie de 10.180 kilómetros cuadrados, lo que representa el 0.26 por ciento del total del territorio estatal, el cual asciende a 3,987.943 kilómetros cuadrados.
Sus principales actividades se basan en la producción de leche y la agricultura.

## Toponimia
Su nombre proviene de dos fuentes diferentes. San Damián es por el Santo de la Iglesia Católica.Texoloc viene del vocablo en náhuatl "Tetl" y "Xolotl" que significan "Pie del gemelo de Quetzalcoatl". La cabecera municipal lleva el mismo nombre.

## Geografía

### Localización
Localizado en el 2,240 m s. n. m., al sur del estado de Tlaxcala, el municipio de San Damián Texoloc colinda al norte con el municipio de Panotla; al este con el municipio de Tlaxcala; al sur y sureste con el municipio de Tetlatlahuca; al oeste con el municipio de Santa Ana Nopalucan; y al suroeste con el municipio de Nativitas.

### Flora y Fauna
Su flora está compuesta principalmente por arbolado donde domina el aile (Alnus acuminata), el árbol de capulín (Prunus serotina), el tejocote (Crataegus pubescens), el zapote blanco (Casimiroa edulis), el cedro blanco (Cupressus benthamii) y el pirul (Schinus molle). 
Su Fauna silvestre está compuesta principalmente por el conejo, (Silvilagus floridanus), la liebre (Lepus californicus), el tlacuache, (Didelphis marsupialis), la ardilla (Spermophilus mexicanus), el búho (Bubo virginianus), la víbora de cascabel (Crotalus durissus) y el escorpión (Scorpiones).

## Historia
Es considerado como una de las fundaciones más importantes de la historia prehispánica del Estado de Tlaxcala esto de acuerdo a que se le consideró el más representativo de los 230 asentamientos que existieron en el territorio que hoy ocupa el estado de Tlaxcala entre los años 800 al 350 a. C., por lo anterior se dio su nombre a la cultura producida por los asentamientos citados. 
El municipio de San Damián Texoloc fue considerado como tal el día 27 de septiembre de 1995, esto se debe a que anteriormente pertenecía al municipio de Santa Isabel Tetlatlahuca.

## Hermanamientos
La ciudad de San Damián Texoloc está hermanada con las siguientes ciudades:
- Ecatepec, México (2012)[4]